# Puerto Ayora
Puerto Ayora, najveći grad na Galapagosu, Ekvador, smješten na južnoj obali otoka Santa Cruz uz zaljev Academy. Ime je dobio po ekvadorskom predsjedniku Isidru Ayori (1926 do 1931).
Grad živi od turizma i nalazi se u blizini zračne luke koja se nalazi na otoku Baltra.